# Aeroport d'Ouagadougou
L'Aeroport de Ouagadougou (codi IATA: OUA, codi OACI: DFFD) és un aeroport situat al centre de la ciutat d'Ouagadougou, a Burkina Faso. El 2004 l'aeroport va rebre 241.466 passatgers (+18,5% d'augment comparat amb l'any 2003).

## Rutes

### Passatgers
| Aerolínies                         | Destinacions                                                                                 |
| ---------------------------------- | -------------------------------------------------------------------------------------------- |
| Afriqiyah Airways                  | Bamako, Trípoli                                                                              |
| Aigle Azur                         | París-Orly                                                                                   |
| Air Algérie                        | Alger                                                                                        |
| Air Burkina                        | Abidjan, Accra, Bamako, Bobo-Dioulasso, Cotonou, Dakar, Libreville, Lomé, Niamey, París-Orly |
| Air France                         | París-Charles de Gaulle, Niamey                                                              |
| Air Ivoire                         | Abidjan, Brazzaville                                                                         |
| Air Mali                           | Bamako                                                                                       |
| Brussels Airlines                  | Brussel·les                                                                                  |
| Ethiopian Airlines                 | Addis Abeba                                                                                  |
| Ethiopian operat per ASKY Airlines | Dakar, Lomé                                                                                  |
| Kenya Airways                      | Nairobi                                                                                      |
| Royal Air Maroc                    | Casablanca, Niamey                                                                           |
| Sénégal Airlines                   | Dakar                                                                                        |

### Cargo
| Aerolínies      | Destinacions |
| --------------- | ------------ |
| Avient Aviation | Lieja        |
| Cargolux        | Luxemburg    |